# ボストン1947
『ボストン1947』（朝鮮語: 1947 보스톤）は、2023年9月27日公開の韓国映画。1947年のボストンマラソンに、発足前の大韓民国から出場して世界記録で優勝した徐潤福（ソ・ユンボク）と、彼をコーチした孫基禎（ソン・ギジョン）と南昇竜（ナム・スンニョン）の二人のオリンピックマラソンメダリストを題材としている。
監督はカン・ジェギュで、イム・シワン、ハ・ジョンウ、ペ・ソンウらが主な登場人物を演じる。

## ストーリー
日本の敗戦に伴う「光復」から1年が経過した1946年8月、米軍軍政下のソウルでソン・ギジョンのベルリンオリンピックマラソン優勝10周年を記念する式典とロードレース大会が開かれた。しかし入賞者にメダルを渡すはずのギジョンは酔いつぶれて姿を見せなかった。ベルリンオリンピックでの優勝後、日章旗への違和を示したギジョンは陸上競技を退くことを余儀なくされていた。そんなギジョンに、ベルリンオリンピックで銅メダルとなったナム・スンニョンは次のロンドンオリンピックに韓国の太極旗を付けた選手を送り出そうと、後進の指導を誘いかける。しかし、スンニョンの集めた選手たちの素質は十分ではなく、ギジョンは不満をあらわにした。
一方、ロードレース大会に優勝したソ・ユンボクは、高麗大学生でありながら貧しい家計を支えるために冷麺店で出前のアルバイトを務め、「メダルは金にならない」と競技で走ることには消極的だった。そんなユンボクをスンニョンが誘ってトレーニングに参加させるが、出場した大会ではコースを間違えて4位に終わり、終了後にギジョンは罰として練習場のトラック100周を命じた。その矢先、難病で入院していたユンボクの母親が死去し、臨終に立ち会ったギジョンからユンボクは「やりたいことをやれ」という遺言を伝えられる。これを機にユンボクはトレーニングに本腰を入れた。
ロンドンオリンピック出場に向けて米軍軍政庁と交渉したギジョンとスンニョンは、韓国には大きな大会での実績がないのでそれを作らなくてはならないと伝えられる。スンニョンはボストンマラソンに目を付け、選手を送り込むことを企図した。親交のあったボストン優勝者のジョニー・ケリーにギジョンが手紙を書いたことで、大会の招待状が送られた。だが米軍軍政下で「難民国」の韓国から出場するためには、アメリカでの保証人と20万ドルの保証金が必要だとわかる。保証人は在米韓国人実業家のペク・ナムヒョンが名乗り出たものの、保証金は新聞などでの呼びかけにもかかわらず集まりは悪かった。財界人への依頼の席では相手の横柄な態度にギジョンが怒って話を潰してしまう。
最後の賭けとしてギジョンとスンニョンはユンボクの壮行会を開く。しかしその席で軍政長官のホッジ大将は、韓国選手はボストンマラソンに参加できないと発言し、通訳はその言葉を伝えられなかった。異変に気付いた聴衆からはユンボクをボストンに送ろうという声が上がり、義援金が寄せられた。これによって大会参加が可能となり、ギジョン、スンニョン、ユンボクは飛行機を乗り継いでボストンに到着する。ボストンでは保証人のナムヒョンが一行を案内した。だが、大会本部から提供されたユニフォームには星条旗が描かれていた。韓国は「難民国」のためこの扱いになるという大会委員長の説明に一行は納得できず、ついに不参加を表明する記者会見を開く。その席でギジョンは、ボストンマラソンはアメリカ独立の精神を記念して生まれたのに、なぜ韓国の独立を示す太極旗を付けて走れないのかと訴えた。記者たちはこれに賛同し、居合わせた委員長も「規則には例外もある」と韓国側の主張を受け入れた。こうしてユンボクはボストンマラソンのスタートラインに立ち、欧米のトップ選手がひしめく中で号砲が鳴る。

## 登場人物
ソ・ユンボク
演 - イム・シワン
高麗大学生。ロードレースのメダルを売ろうとするなど、陸上競技への意欲は乏しかったが、ギジョンらの指導により変わっていく。幼いころには、山の上にあるお堂まで走り供え物をこっそり食べていた。
ソン・ギジョン
演 - ハ・ジョンウ
ベルリンオリンピックマラソン金メダリスト。当時日本代表として「そん・きてい」という名前で胸に日章旗を付けて走ったことを悔やみ、ロンドンオリンピックに出る選手には太極旗を付けさせてやりたいと考えている。指導は厳しく、スンニョンにしばしばなだめられている。
ナム・スンニョン
演 - ペ・ソンウ
ベルリンオリンピックマラソン銅メダリスト。ギジョンとは対照的におおらかな性格。ボストンには自分が監督として行くつもりでいたが、招待状にはギジョンを監督とすることが条件とされていたためにあきらめ、自らボストンマラソンに出場する。
ペク・ナムヒョン
演 - キム・サンホ
在米韓国人実業家。大会参加に必要な保証人となり、現地でも代表一行の宿泊・移動・食事などの生活をサポートする。
イ・ギルヨン（李吉用）
演 - チェ・ギュファン
韓国初のスポーツジャーナリストで、ボストン派遣資金を募る記事を2本執筆した。ソン・ギジョンがベルリンオリンピックで優勝した際に、当時所属していた東亜日報にギジョンのユニフォームから日章旗を抹消した写真を掲載した過去がある。
スメドレー
演 - モーガン・ブラッドリー
軍政部体育課長を務める女性。ボストンへの選手派遣を目指すギジョンとスンニョンの相談相手となる。
ジョニー・ケリー
演 - ジェシー・マーシャル
アメリカ合衆国のマラソンランナー。ギジョンからは以前に靴をプレゼントされていた。
オクリム
演 - パク・ウンビン（特別出演）
ユンボクが働く冷麺店の一人娘。
ユンス
演 - パク・ヒョジュ（特別出演）
スンニョンの妻。
ユンボクの母
演 - ソ・ジョンヨン
オクリムの母
演 - チョン・ヨンジュ
冷麺店の店主。

## 製作
2019年9月4日にクランクインし、9月9日から2020年1月まで主な撮影がおこなわれた。ボストンマラソンの場面は、1947年当時の街並みに似た場所を世界中から探した結果、オーストラリアのメルボルン近郊の都市がロケ地に選ばれ、実際のボストンにあるランドマークの建物はCGで合成している。
ストーリーは史実からいくつかの脚色が施されている。

## 封切り
配給会社のロッテエンタテインメントは2020年に公開する予定だったが、新型コロナウイルス感染症流行を受けて延期され、2021年4月の時点では同年末予定とされていた。その後、2023年1月17日にポスターが公開され、同年9月の中秋節に封切られることが明らかにされた。

## 興行成績
韓国での公開初日の観客動員は6万人を超え、1日の動員数で2位にランクインした。最初の週末（9月29日から10月1日）に398,785人の観客動員を記録し、同週末の興行動員ランキングで2位となり、累計動員数は57万人となった。公開から43日後の11月8日に累計動員数が100万人を突破し、韓国映画として同年100万人を超えた11番目の作品となった。
報道によると本作の制作費は約190億 - 210億ウォンで、損益分岐ラインとなる動員数は約450万人と見積もられており、同時期に公開された韓国映画では最も高い水準となる。

## 評価
韓国の映画雑誌『Cine21』では評論家3名から批評され、平均スコアは5.67/10だった。

## ノミネート
| 発表年 | 賞                               | 部門             | 対象             | 結果       | 出典   |
| ------ | -------------------------------- | ---------------- | ---------------- | ---------- | ------ |
| 2023   | 第59回大鐘賞                     | 主演男優賞       | イム・シワン     | ノミネート |        |
| 2023   | 第59回大鐘賞                     | 最優秀監督賞     | カン・ジェギュ   | ノミネート |        |
| 2023   | 第59回大鐘賞                     | 衣装デザイン賞   | チェ・ギョンファ | ノミネート |        |
| 2024   | 第17回アジア・フィルム・アワード | 最優秀音楽賞     | イ・ドンジュン   | ノミネート | [ 22 ] |
| 2024   | 第22回ディレクターズカット賞     | 最優秀映画監督賞 | カン・ジェギュ   | ノミネート | [ 23 ] |
| 2024   | 第22回ディレクターズカット賞     | 最優秀男優賞     | イム・シワン     | ノミネート | [ 23 ] |